# What a Girl Wants
"What a Girl Wants" é uma canção gravada pela artista americana Christina Aguilera para seu primeiro álbum de estúdio, Christina Aguilera. Ela foi lançada como segundo single depois de um forte interesse comercial em seu single anterior "Genie in a Bottle" e veio num momento em que Aguilera estava se tornando cada vez mais insatisfeita com sua entrada para a sua carreira. A canção foi escrita por Shelly Peiken e Guy Roche, e foi entregue para Ron Fair da RCA até que ele teve a ideia de colocar no álbum de Aguilera, no início a canção se chamaria "What a Girl Needs", mas resolveram mudar.
A canção foi lançada em 28 de novembro de 1999 como seu segundo single depois de ter sido regravada. A canção foi descrita como pop e R&B, faixa com semelhanças a sua estreia em "Genie in a Bottle", seus vocais foram comparados com o da cantora Mariah Carey. A canção recebeu comentários positivos da crítica que a descreveu como uma canção "light". Comercialmente a música se tornou um sucesso tornando-se seu segundo consecutivo número #1 na Billboard Hot 100. O single ganhou certificações de ouro em países como Bélgica e Suécia e se tornou um hit top 5 no Canadá, Reino Unido e Austrália.
Assim como seu single anterior, "What a Girls Wants" foi indicada ao Grammy Award, na categoria "Melhor Performance Pop Vocal Feminina" e também foi regravada em espanhol, para seu álbum Mi Reflejo, a canção se chama "Una Mujer".

## Antecedentes
Depois que foi descrito como uma resposta "incrível" para seu single de estréia o interesse em Aguilera começou a crescer em que ponto sua gravadora decidiu que era hora de lançar um segundo single. O gravadora e Aguilera disputado a que faixa deveria ser lançada com Aguilera recordando: "Você sabe, algumas pessoas querem que eu fique na cena pop, quero crescer a partir daí. Quero sempre continuar crescendo e chegar a esse nível de 'Oh, ela é uma cantora de verdade, uma verdadeiro cantora de balada, ela pode fazer isso". No entanto, o anúncio veio em seguida, que "What a Girl Wants" seria lançado como o single de acompanhamento, com Aguilera dizendo: "O próximo single será "What a Girl Wants", mas será um remix totalmente legal disso". O single não foi escolhido por Aguilera, e sim por Ron Fair da RCA, nisso Aguilera mostrou que até aí não tinha muito poder sobre sua carreira, mas a gravadora disse que era uma estratégia de marketing previu que Aguilera teria um melhor sucesso como um "ídolo teen" Assim, em um esforço para manter a sua personalidade, a música foi escolhida e registrada sob o fundamento de que ela iria se tornar o próximo fenômeno pop. No início a gravadora queria retirar seu sobrenome "Aguilera", mas ela recusou e disse que preferia ser reconhecida com o sobrenome, mas afinal ela entendeu a indústria e sua unidade para o sucesso e longevidade de sua carreira, ela disse;
| “ | Infelizmente o pop, é frequentemente olhado como [...] "É difícil para ela ter 18 anos e estar nesse ramo, o álbum é muita responsabilidade, e essas pessoas com mais de 20 anos estão vendo você como um produto. Isso pode ser assustador. Eu só queria fazer música, e, de repente, era tudo sobre este pacote, o que o seu olhar é que vai ser. Todas as decisões estão sendo feito para você". | ” |

## Escrita e Gravação
"Quando escutei a música em um cassete eu sabia que tinha uma jóia ali, uma jóia que poderia ser lapidada, até que pensei em Aguilera cantando, sabia que ia ser o sucesso que está tendo agora. Ela tinha potencial e sabe muito bem como usar."

Escritora Peiken sobre o desenvolvimento da música na voz de Aguilera.
Shelley Peiken foi o escritor de "What a Girl Wants", inicialmente o sucesso foi estabelecido de forma lenta e todo o sucesso que ela gostava não era proeminente na indústria da música até que ela conheceu o compositor Guy Roche depois que ele se mudou para Los Angeles com o gerente Peiken, sugerindo o par devem trabalhar juntos. Um dia os dois estavam trabalhando juntos e estavam trabalhando com uma fita cassete, após o que experimentei com vocais e ganchos e a noite após a sessão de gravação tinha começado Peiken pediu ao marido para ouvir a fita que mostrava as letras, "O que uma garota precisa, o que uma garota quer, o que faz você feliz e te mantém forte" e após a apresentação, ela decidiu trabalhar o progresso sabendo que Aguilera tinha potencial para isso.
A canção foi concluído e foi intitulado como "What a Girl Needs" e depois de qualquer interesse maior, até que foi lançado para Ron Fair da RCA registros de cada vez depois de ter assinado Aguilera e estava procurando material para seu álbum de estréia. "What a Girl Wants" foi a primeira faixa gravada por Christina Aguilera em Junho de 1998, Eles gostaram da música e depois a decisão foi tomada para liberá-lo como o segundo rótulo o único chamado para uma segunda gravação da trilha porque queriam para alterar a chave original além de editar mudanças rítmicas. A segunda gravação veio em setembro de 1999 após o sucesso de seu single de estréia "Genie in a Bottle", após o que a gravadora queria para produzir um tom similar.

## Composição

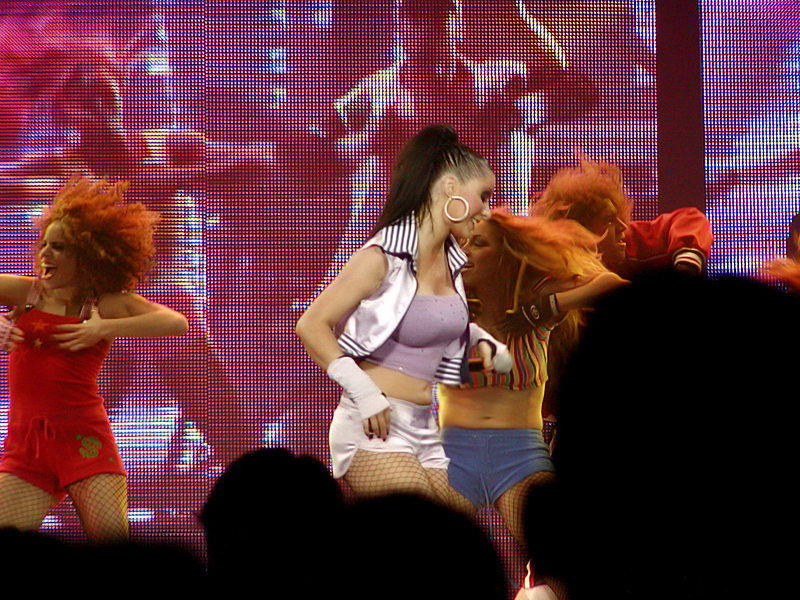
Aguilera performando "What a Girl Wants" na sua Stripped World Tour.

"What a Girl Wants" é uma canção meio pop e R&B assim com semelhanças ao seu single de estréia "Genie in a Bottle". Escrito no tom de A-grande faixa começa com a letra "O que uma garota quer, o que uma menina de necessidades, o que me faz feliz liberta" e definir contra 120 batimentos por minuto. Anthony Violanti de Buffalo News descreveu a faixa como "música de hip-hop luz" em comparação com o single anterior. Os vocais de Aguilera nesta música já foi comparada com a de Mariah Carey na canção "Emotions". Em performance vocal, Aguilera começa a cantar num registo inferior e "cuidadosamente" as notas escalas até que ela chega "ao mais alto escalão de seu registro superior". Durante a canção Aguilera executa as letras "a garota precisa de alguém sensível, mas forte alguém, lá quando as coisas ficam difíceis". A faixa que foi lançada como single foi um revista versão da canção, que se concentra mais na "borda funk R&B", e com Aguilera tendo participação na revisão seus acréscimos fez a trilha mais leve e uma mistura de "pop e R&B". Aquilera explicou as comparações com o seu estilo R&B

"Eu estava impedida de fazer R&B na improvisação. Eles claramente queria fazer um disco pop ao som jovem e que nem sempre é a direção que eu queria ir. Às vezes eles não entendem, não queria ouvir-me por causa da minha idade, e que foi um pouco frustrante. Mas eu quero escrever mais sobre as experiências que já passei. Eu já passei por situações ruins. Eu venho de um lar divorciado. Eu estive em torno de abuso. Eu vivi uma vida diferente, do que as pessoas pensam".

## Recepção Crítica
O crítico Robert Christgau chamou "What a Girl Wants" de "inteligente", acrescentando "mas de uma forma muito menos insinuante', comparando a trilha para um "vídeo promocional de duas horas" de Aguilera. Christgau concluiu sua revisão destacando "levanta a questão de como este carreirista impiedosamente atípica jovem pode presumir a aconselhar as meninas não amaldiçoados com sua ambição e medo de que algum deles vai fazer o seu modelo um papel independente". Anthony Violanti de Buffalo News discutiu o sucesso atrás do recorde foi a fórmula que incorporados ídolos adolescentes com R&B e versões de música pop, Violanti discutiu a faixa chamando-a de "canção leve", e apesar de dizer a pista havia sido "enterrada na produção", concluiu ele que "ela tem uma maneira de vender uma canção". Autor Pier Dominquez de A Star é feito chamado a canção "um leve, mas agradável confecção Pop/R&B" e afirmou Aguilera realizado "acrobacias vocais" e classificou como um "menos eficaz". Nana-Adwoa Ofori da Rádio AOL blog compilou uma lista de dez Aguilera melhores faixas em que ela indicados "What a Girl Wants! na escrita número #9" o enorme sucesso desta canção de Christina Aguilera solidificou-a como uma grande força musical ". A canção foi nomeada na categoria "Melhor Performance Vocal Pop Feminina" no 43º Grammy Awards realizado em 21 de fevereiro de 2001.

## Desempenho nas Paradas

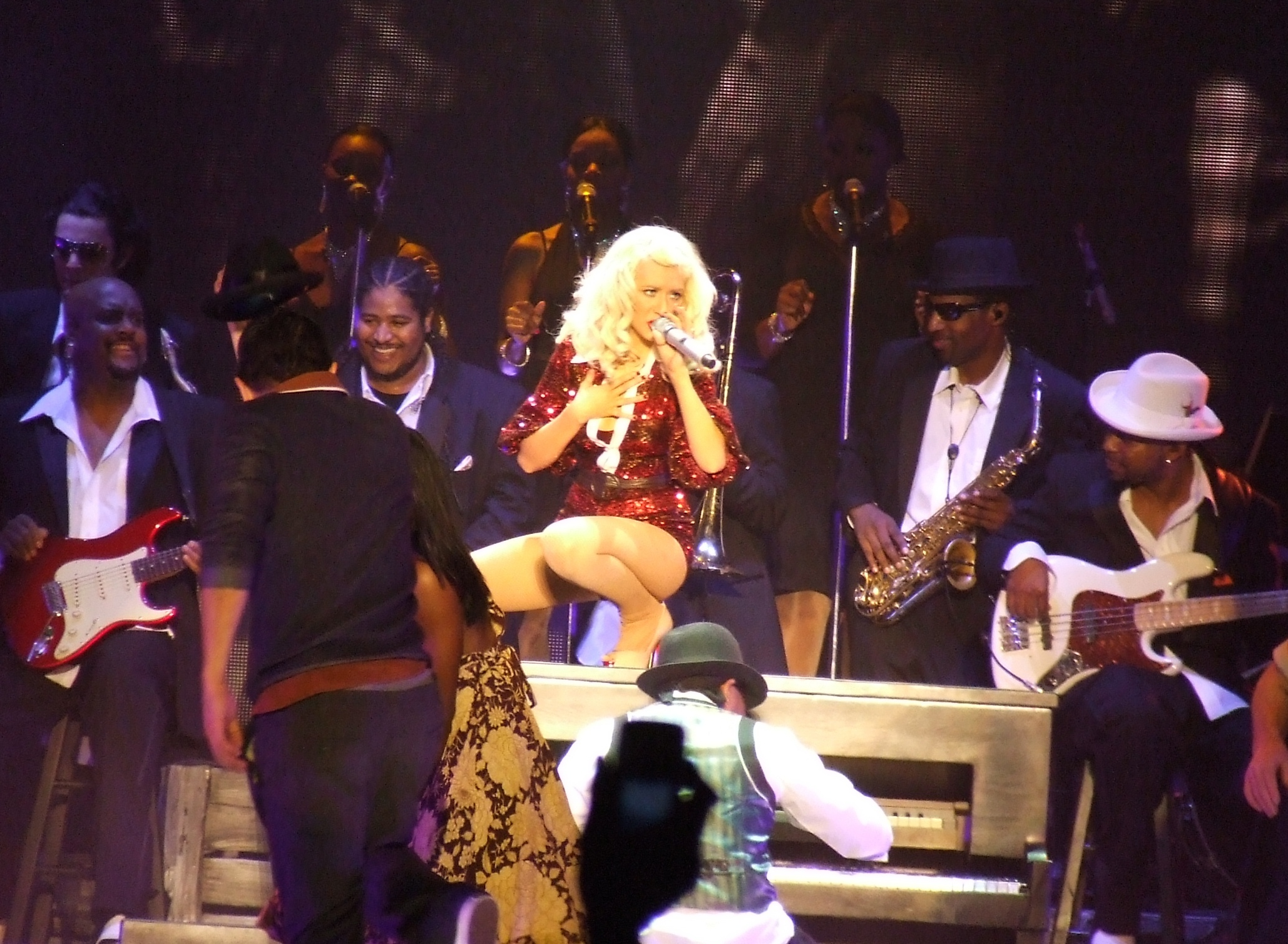
Aguilera performando "What a Girl Wants" durante sua Back to Basics Tour.

Na Europa, a canção tornou-se o número #1 na Espanha depois de estrear no número #3 do single liderou as paradas em sua segunda semana na data de emissão 29 de janeiro de 2000, quando passou apenas uma semana antes de retornar ao número três e passou oito semanas no gráfico. No Reino Unido, a canção estreou em número #3 na data de emissão de 26 de fevereiro de 2000, a canção passou duas semanas no interior das dez e 13 semanas na tabela. Na Suécia, a canção recebeu o certificado Ouro, depois de passar doze semanas na parada e em sua sétima semana fez o seu pico no número #24, onde passou duas semanas antes de cair para fora do gráfico quatro semanas depois. A canção também foi certificada Ouro na Bélgica após estreando no número #40 na Flandres traçar na data de emissão de 01 de janeiro de 2000 e depois de passar seis semanas na parada entrou no top ten em número de #9, antes de fazer seu pico de número #8 foram permaneceu durante três semanas.
Nos Estados Unidos, a canção passou 24 semanas na Billboard Hot 100 durante o qual cobriu a carta tornando-se seu segundo consecutivo número dos Estados Unidos após uma única no topo da tabela na data de emissão de 15 de janeiro de 2000 por duas semanas consecutivas. Nas cartas de componentes da Billboard a música chegou ao número #1 na Billboard Pop Songs onde passou 26 semanas e a pista também chegou ao número #18 no Billboard Hot Dance Club Songs dos EUA músicas mapear onde passou 11 semanas na carta e que esse ano foi certificado Ouro pela RIAA. Na Oceania o único bom desempenho, na Austrália, a faixa estreou no número #21, na data de emissão de 09 de janeiro de 2000 onde permaneceu por um na semana seguinte, para as próximas duas semanas o single subiu nas paradas antes de fazer o seu pico no número #5 nas paradas. A pista passou um total de 18 semanas na parada, cinco dos quais foram gastos dentro do top 10. Na Nova Zelândia o single estreou no número #39 na parada de singles, antes de saltar para o número #2 na semana seguinte. Em sua terceira semana a faixa liderou as paradas na data de emissão de 06 de fevereiro de 2000, o único caiu para número #2 na semana seguinte, antes de fazer sua segunda corrida no número um em 20 de fevereiro de 2000 e mais uma vez, caindo para o número #2. Sobre a data de emissão de 3 de março de 2000, a faixa fez a sua terceira corrida no número um passar três semanas no topo da tabela antes de cair para o número três gastando um total de 13 semanas na parada.

## Performance Ao Vivo

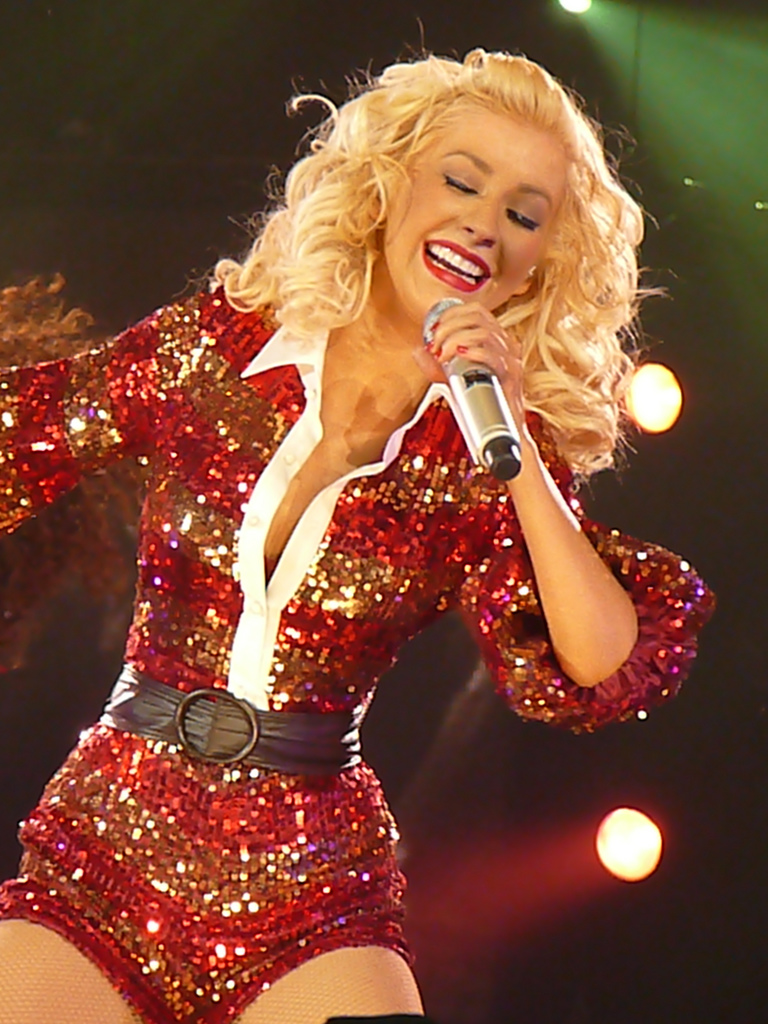
Aguilera performando a música na Back to Basics Tour.

Aguilera fez a pista durante a campanha promocional de Christina Aguilera. Aguilera realizou a pista em uma escola de Milwaukee chamada Franklin High, o desempenho a vivo em frente de 1 300 adolescentes em um set-list que comprometeu de três faixas de estar; "Genie in a Bottle", "The Christmas Song" e "What a Girl Wants". Aguilera cantou a música no jingle ball para estação de rádio Kiss 108 dias apenas após o lançamento do vídeo da música, promoção contínua para o álbum. Mais tarde, em Dezembro de 1999 Aguilera foi escolhida para executar no Ano ao vivo da MTV Réveillon especial, que ela comentou de antemão dizendo: "Eu estou nervoso sobre o que está indo para ir naquela noite. Tudo vai ser tão caótico", vestindo calças de couro apertadas Aguilera começou com uma performance de "Genie in a Bottle" continuada em "What a Girl Wants". Aguilera cantou a música durante o tempo em que ela apoiou TLC banda em sua turnê Fanmail. Ela também cantou a música no American Music Awards em um medley com o terceiro single de Christina Aguilera "I Turn to You", usando uma "barriga-descobrindo corpete" ela tirou a saia antes de executar "What a Girl Wants" no medley o desempenho de estilo.
Aguilera fez a trilha dos Homens VH1 especiais Strike Back, onde mais uma vez realizou um medley de "I Turn to You" e "What a Girl Wants", ela entrou no palco "em meio a escuridão total" com um holofote com o objetivo de sua vestindo uma terno preto. Crítico VH1, Michael Hill positivamente comentou sobre seu desempenho escrever "A jovem Christina Aguilera tem um conjunto de tubos de diva do já e pode empinar mais notas em uma única linha do que um trio de Mariah. Embora ela entregou hits, "I Turn to You" e "What a Girl Wants", com grande perícia técnica, a verdadeira surpresa do seu conjunto era uma versão do pré-rock'n'roll-era pop standard At Last com um combo de jazz pequeno". Depois de realizar com a banda TLC Aguilera anunciou sua estréia turnê em, Christina Aguilera in Concert, no qual ela cantou "What a Girl Wants", que ela dedicou aos fãs na platéia dizendo: "Meninas, espero que você está recebendo tudo o que quiser".
Em 2000, Aguilera fez a faixa no ABC de Natal especial com "cuidadosamente coreografadas" rotinas de dança, ela cantou oito músicas, incluindo "Genie in a Bottle" e "I Turn to You" que terminou a especial com uma performance de "Climb Every Mountain". Ela cantou a música na Stripped World Tour e foi incluído em seu lançamento em vídeo da turnê intitulada Stripped Live in Reino Unido, que foi filmado ao vivo no Arena de Wembley em Londres. Ela também executou a faixa no seu concerto seguinte passeio intitulado de Back to Basics Tour da pista foi destaque na liberação de vídeo ao vivo do show intitulado Back to Basics:. Live e Down Under. Em 2010, enquanto promovia seu sexto álbum de estúdio Bionic no The Early Show se realizou a pista em um medley com sua estréia "Genie in a Bottle" single depois de uma performance de seu single "Not Myself Tonight", da CBS News, comentou que o desempenho foi elogiado pelos fãs.

## Videoclipe
O vídeo da música foi dirigido por Diane Martel que também dirigiu seu vídeo anterior para Genie in a Bottle. O vídeo apresenta Aguilera dançando em uma sala com amigas, sendo vistas por seus namorados, além de uma cena de seu vestido de "princesa estilo medieval". Em dezembro de 1999, o vídeo chegou a pole position no chart da TRL dos vídeos dos Estados Unidos. Aguilera cantou a música em eventos como o Jingle Ball EUA e Eva Especial da MTV de Ano Novo em 1999.

## Desempenho na tabelas musicais
| Charts (2000)                        | Posição |
| ------------------------------------ | ------- |
| Alemanha (Oficial German Charts)     | 18      |
| Argentina (Top 100 Airplay)          | 4       |
| Austrália (ARIA Charts)              | 5       |
| Áustria (Ö3 Austria Top 40)          | 22      |
| Bélgica - (Ultratop de Flandres)     | 8       |
| Bélgica - (Ultratop da Valônia)      | 5       |
| Brasil (ABPD)                        | 1       |
| Canadá (Canadian Hot 100)            | 5       |
| Espanha (SNEP)                       | 1       |
| União Europeia (FIMI)                | 3       |
| Escócia (Official Charts Company)    | 8       |
| Estados Unidos (Billboard Hot 100)   | 1       |
| Estados Unidos (Billboard Pop Songs) | 1       |
| Estados Unidos (Dance Club Songs)    | 18      |
| Estados Unidos (Adult Top 40)        | 31      |
| Estados Unidos (Rhythmic)            | 1       |
| Estados Unidos (Latin Pop Airplay)   | 29      |
| Estados Unidos (Tropical Songs)      | 25      |
| Finlândia (RIANZ)                    | 12      |
| Filipinas (IFPI)                     | 1       |
| França (SNEP)                        | 3       |
| Indonésia (Top 50 Singles)           | 1       |
| Itália (FIMI)                        | 1       |
| Japão (Oricon)                       | 1       |
| Nova Zelândia (RIANZ)                | 1       |
| Países Baixos (SNEP)                 | 9       |
| Reino Unido (UK Singles Chart)       | 3       |
| Suécia (Sverigetopplistan)           | 24      |
| Suíça (Schweizer Hitparade)          | 17      |

| Charts (2000)                      | Posição |
| ---------------------------------- | ------- |
| Austrália (ARIA Charts)            | 74      |
| Bélgica - (Ultratop de Flandres)   | 66      |
| Bélgica - (Ultratop da Valônia)    | 87      |
| Estados Unidos (Billboard Hot 100) | 19      |
| França (SNEP)                      | 95      |
| Países Baixos (SNEP)               | 98      |
| Nova Zelândia (RIANZ)              | 32      |
| Suíça (Schweizer Hitparade)        | 84      |

## Certificações
| País                  | Certificação | Vendas  |
| --------------------- | ------------ | ------- |
| Austrália (ARIA)      | Ouro         | 70 000  |
| Bélgica (BEA)         | Ouro         | 10 000  |
| Estados Unidos (RIAA) | Ouro         | 605 000 |
| Nova Zelândia (RMNZ)  | Ouro         | 15 500  |
| Suécia (SNEP)         | Ouro         | 20 000  |
| Reino Unido (BPI)     | Prata        | 200 000 |